# Ambasiopsis tumicornis
Ambasiopsis tumicornis is een vlokreeftensoort. De wetenschappelijke naam van de soort is voor het eerst geldig gepubliceerd in 1938 door Nicholls.